# 前田銀治
前田 銀治（まえだ ぎんじ、2003年11月19日 - ）は、静岡県三島市出身のプロ野球選手（外野手）。右投右打。東北楽天ゴールデンイーグルス所属。

## 経歴

### プロ入り前
三島市立沢地小学校5年生の時に沢地ジュニアソフトボールスポーツ少年団でソフトボールを始め、三島市立山田中学校では硬式野球チーム（ボーイズリーグ）のスルガマリンボーイズでプレーした。
静岡県立三島南高等学校に進学し、1年秋から外野手のレギュラーに定着。投手も兼任し、2年秋は背番号1となった。当初は卒業後消防士になることを目標としていたが、3年春の第93回選抜高等学校野球大会に21世紀枠で出場が決定し、それをきっかけにプロを目指すようになった。同大会では鳥取城北との1回戦で2安打を放ち、1点を追う9回表に救援登板するも3失点し、そのまま敗れた。同年夏は静岡県大会4回戦で富士市立に6点差を逆転され敗退。同点の9回表に救援登板したが、決勝点となる押し出し四球を与えた。高校通算31本塁打。
その後、2021年8月30日にプロ志望届を提出。10月11日に行われたドラフト会議にて、東北楽天ゴールデンイーグルスから3位指名を受けた。11月24日、契約金5000万円、年俸550万円で入団に合意した（金額は推定）。背番号は36。

### 楽天時代
2022年、入寮前のメディカルチェックで肺動静脈瘻が見つかり、1月25日に宮城県内の病院で経カテーテル的塞栓術を受けた。その後リハビリを経て、3月21日にイースタン・リーグの東京ヤクルトスワローズ戦で公式戦初出場。1年目から二軍では72試合に出場したが、打率.145、155打席で59三振と課題を残した。10月8日、ファーム日本選手権では先発出場をした。そのまま、みやざきフェニックス・リーグにも出場していたが、10月10日の試合で守備の際にフェンスに激突し、右足腓骨を骨折した。
2023年は、前年負傷した右足の回復に時間がかかり、7月に二軍復帰を果たす。イースタン・リーグには22試合の出場で打率.196と結果を残すことが出来なかったが、オフシーズンには経験を積むため、台湾で行われるアジア・ウィンター・リーグに派遣された。
2024年はファームで85試合に出場したものの、打率.173、4本塁打、14打点にとどまり、一軍昇格は果たせなかった。オフに背番号が79に変更された。
2025年2月28日に、奈良県内の病院で左アキレス腱断裂手術を行い、全治6か月の見込みであることが発表された。

## 人物
幼少期から埼玉西武ライオンズの大ファンであり、憧れの選手は清原和博。

## 詳細情報

### 背番号
- 36（2022年[12] - 2024年）
- 79（2025年[19] - ）